# The Slackers
I The Slackers sono un gruppo third wave of ska statunitense, formatosi a Brooklyn nel 1990.
Il sound della band è un mix di ska, rocksteady, reggae, dub, soul, garage rock e jazz.
Gli Slackers hanno molti side project, tra cui David Hillyard & The Rocksteady Seven, Crazy Baldhead Sound System, Da Whole Thing, SKAndalous All Stars, oltre al progetto solista del cantante Vic Ruggiero. Vic Ruggiero, Jay Nugent e David Hillyard hanno anche fatto parte degli Stubborn All-Stars, insieme al frontman King Django.

## Formazione

### Formazione attuale
- Vic Ruggiero - tastiere, voce
- Jay "Agent Jay" Nugent - chitarra
- Dave Hillyard - sassofono
- Glen Pine - trombone, voce d'accompagnamento
- Marcus Geard - basso
- Ara Babajian - batteria

### Ex componenti e collaboratori
- Marq "Q-Maxx 4:20" Lyn - voce
- TJ Scanlon - chitarra
- Luis "Zulu" Zuluaga - batteria
- Jeremy "Mush One" Mushlin - tromba, voce
- Allen Teboul - batteria
- Dunia Best - voce, flauto
- Jeff "King Django" Baker - trombone
- Tobias Fields - conga
- Eric "E-ROC" Singer - sassofono contralto
- Victor Rice - basso
- Dave Hahn - chitarra
- Justin Redekop - tromba

## Discografia

### Album di studio
- 1996 - Better Late Than Never
- 1997 - Redlight
- 1998 - The Question
- 2001 - Wasted Days
- 2002 - The Slackers and Friends
- 2003 - Close My Eyes
- 2005 - An Afternoon in Dub
- 2005 - Slackness (con Chris Murray)
- 2006 - Peculiar
- 2007 - The Boss Harmony Sessions
- 2008 - Self Medication
- 2010 - The Great Rocksteady Swindle
- 2016 - The Slackers

### DVD
- 2007 - The Slackers: A Documentary
- 2009 - The Flamingo Cantina Series With The Slackers

### Singoli
- 1996 - 2-Face
- 2007 - Minha Menina

### EP
- 2004 - International War Criminal
- 2004 - The Slackers/Pulley Split

### Audiocassette
- 1992 - Do The Ska With The Slackers
- 1993 - The Slackers

### Album live
- 2000 - Live at Ernesto's
- 2004 - Upsettin' Ernesto's
- 2005 - Slack in Japan

### Raccolte
- 1999 - Before There Were Slackers There Were...
- 2007 - Big Tunes! Hits & Misses from 1996 to 2006
- 2009 - Lost and Found

### Apparizioni in compilation
- Give 'Em the Boot
- Give 'Em the Boot II
- Give 'Em the Boot III
- Give 'Em the Boot IV
- Give 'Em the Boot V
- Give 'Em the Boot VI
- Give 'Em the Boot DVD
- This Is Special Potatoe Vol. 1
- From New York to Luxembourg (Live @ the Kufa)
- New York Beat: Breaking And Entering Volume 2